# Pingtung

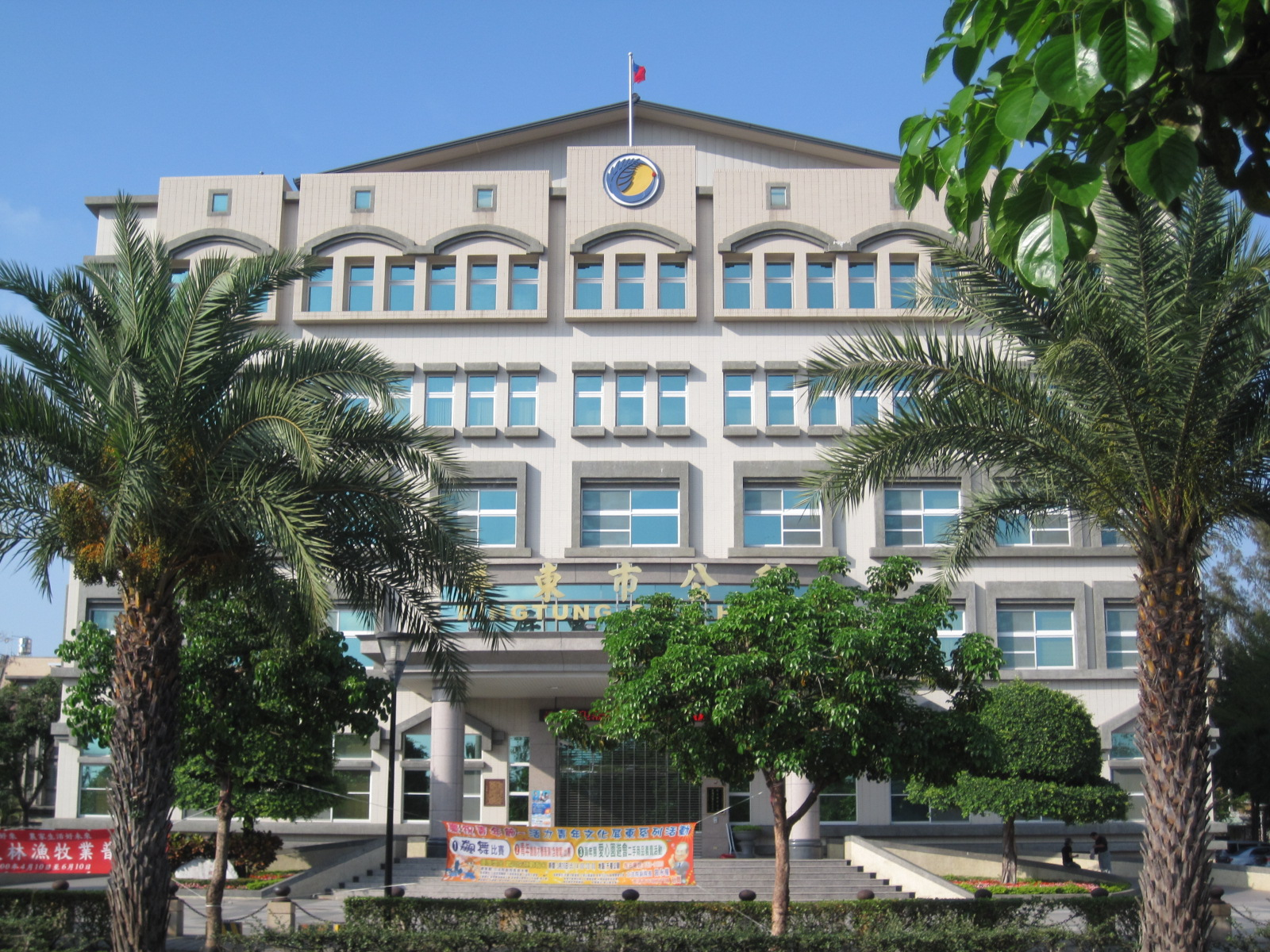
Das Rathaus von Pingtung

Pingtung (chinesisch 屏東市, Pinyin Píngdōng Shì, Tongyong Pinyin Píngdong Shì, W.-G. P'ing-tung Shih, Zhuyin ㄆㄧㄥˊ ㄉㄨㄥ ㄕˋ, Pe̍h-ōe-jī Pîn-tong-chhī) ist eine Stadt mit etwa 193.000 Einwohnern (September 2024) im Süden Taiwans. Sie ist Hauptstadt des Landkreises Pingtung.

## Lage
Pingtung liegt am östlichen linken Ufer des Gaoping-Flusses, der die Grenze zwischen der Stadt Kaohsiung und Pingtung bildet und etwa 20 km südlich ins Südchinesische Meer mündet. Um Pingtung herum erstreckt sich die Pingtung-Ebene, die im Osten von den Südausläufern des Taiwanischen Zentralgebirges begrenzt wird.
Die Stadt gehört zum Einzugsgebiet der knapp 20 km westlich gelegenen Millionenstadt Kaohsiung. Sie verfügt über einen Bahnhof am südlichen Abschnitt der um die Insel Taiwan führenden Eisenbahn-Ringstrecke und eine Anschlussstelle an der Autobahn Nationalstraße 3, die eine Verbindung zu den Metropolen Westtaiwans und nach Taipeh im Norden herstellt. Eine Anbindung Pingtungs an das U-Bahn-Netz von Kaohsiung ist geplant. Zwischen 1994 und 2011 gab es auch einen zivilen Flughafen in Pingtung, der jedoch wegen zu geringen Passagieraufkommens geschlossen wurde.

## Geschichte
Pingtung entstand im 18. Jahrhundert, nachdem Einwanderer aus Fujian die umliegende Ebene kultiviert hatten. Um 1836 wurden Stadtmauer und Stadttore in allen vier Himmelsrichtungen errichtet. Während der japanischen Herrschaft über Taiwan trug die Stadt den Namen Heitō und wurde 1933 zur Großstadt (市, Shì) heraufgestuft. Sie war Teil der Präfektur Takao (Kaohsiung). In der Republik China war Pingtung von 1945 bis 1951 kreisfreie Stadt und wurde erst nachträglich in den 1950 gegründeten Landkreis Pingtung eingegliedert.

## Kultur

### Das Kunstmuseum Pingtung
Das Kunstmuseum Pingtung (chinesisch 屏東美術館 Pingdong meishuguan) wurde nach dem Zweiten Weltkrieg errichtet und beherbergte von 1953 bis 2005 die Stadtverwaltung. Danach wurde das Gebäude von der Verwaltung des Landkreises Pingtung genutzt, bis es nach etwa zweijährigen Renovierungs- und Umbauarbeiten am 1. Januar 2010 als Kunstmuseum eröffnet wurde. Neben längerfristigen Ausstellungen zu lokalen Themen veranstaltet das Haus auch Ausstellungen mit Leihgaben anderer Museen aus dem In- und Ausland.

### Das Haus der Musik der Volksgruppen
Das Haus der Musik der Volksgruppen (chinesisch: 屏東族群音樂館  Pingdong zuqun yinyueguan) gehört zu den wenigen bis heute erhaltenen Gebäuden aus der japanischen Kolonialzeit. Im Jahr 1937 als Kaserne erbaut, wurde es zunächst von der japanischen Armee, später von der Luftwaffe der Republik China genutzt. Zu den prominentesten Bewohnern des Hauses gehörte Sun Li-jen, ein renommierter General des Zweiten Japanisch-Chinesischen Krieges sowie des Chinesischen Bürgerkriegs. Im Jahr 1997 wurde das Gebäude zum historischen Denkmal erklärt und 2005 unter dem Namen Haus der Musik der Volksgruppen der Öffentlichkeit zugänglich gemacht.
Im Haus werden viele Instrumente der Volksgruppen Taiwans, vor allem der Ureinwohner, ausgestellt. Oft werden hier Konzerte verschiedener Musikrichtungen veranstaltet.

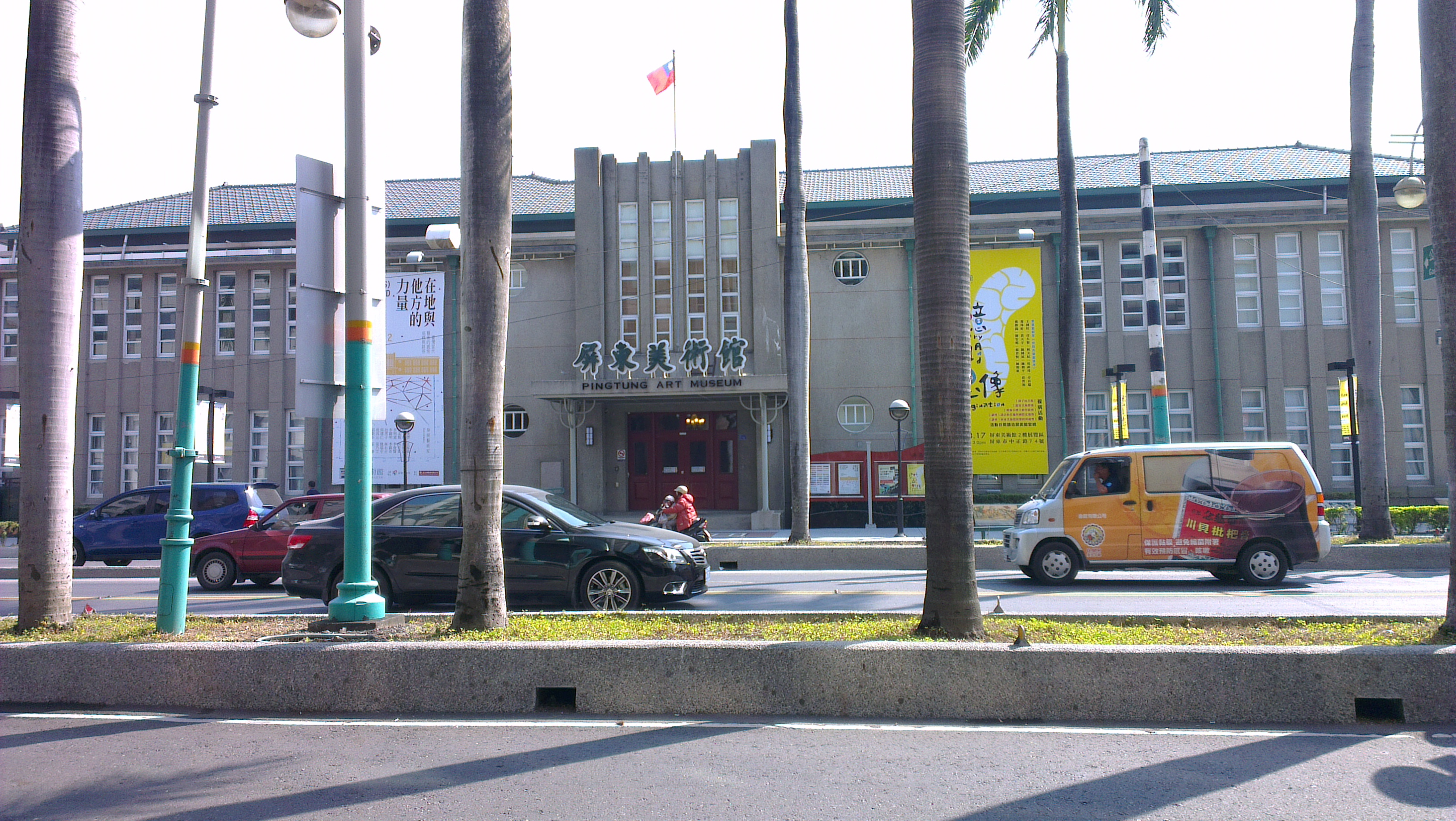
Kunstmuseum Pingtung
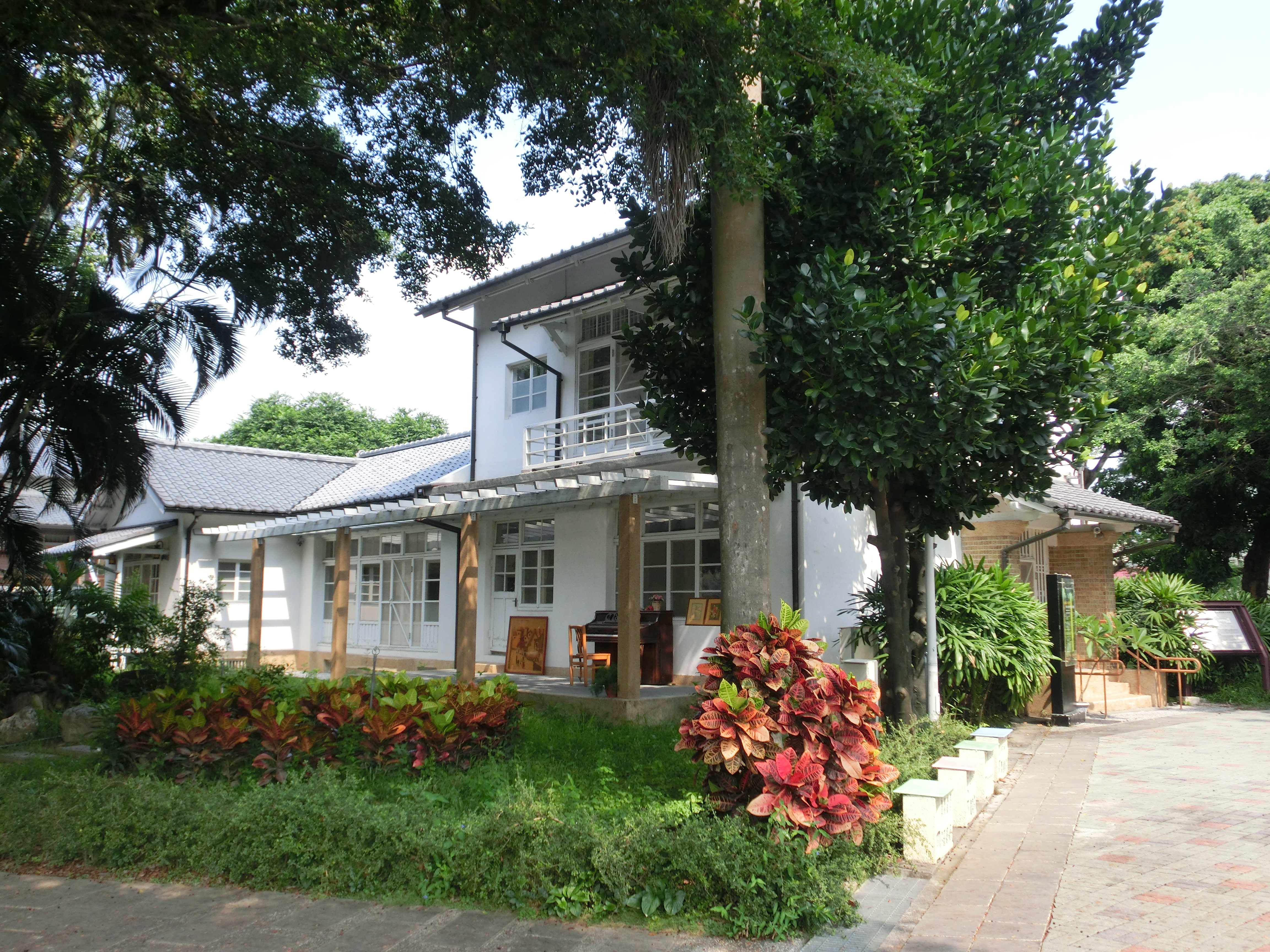
Haus der Musik der Volksgruppen

## Söhne und Töchter der Stadt
- Lin Ho-ming (* 1928), Sportschütze
- Cheng Sung-gun (* 1929), Sportschütze
- Wu Jin-yun (1938–2022), Leichtathletin
- Hong Tai-kwai (* 1946), Turnerin
- Huang Shih-Chun (* 1975), Gewichtheberin
- Pan Wu-hsiung (* 1981), Baseballspieler
- Kevin Huang (* 1982), Baseballspieler
- Pan Wei-lun (* 1982), Baseballspieler
- Ma Chih-hung (* 1985), Rennrodler
- Chen Shih-chieh (* 1989), Gewichtheber
- Tan Chi-chung (* 1990), Gewichtheber